# Loboscelidiinae
Loboscelidiinae es una subfamilia de insectos perteneciente al orden Hymenoptera.

## Géneros
- Loboscelidia Westwood
- Rhadinoscelidia Kimsey